# Omobranchini
Die Omobranchini sind eine Tribus der Schleimfische (Blenniidae). Sie leben im Meer im Indopazifik, selten auch im Brackwasser oder im Süßwasser.

## Merkmale
Die verschiedenen Omobranchini-Arten werden 2,9 bis 9,5 cm lang. Sie besitzen eine typische, langgestreckte Schleimfischgestalt. Der Kopf ist in den meisten Fällen ohne Tentakeln. Die Eckzähne können relativ groß sein. Bei Omobranchus ist die Kiemenöffnung auf ein Loch oberhalb der Brustflossenbasis begrenzt. Die Schwanzflosse der Omobranchini wird nur von unverzweigten Flossenstrahlen gestützt. In der Rückenflosse finden sich 17 bis 27 gegliederte Flossenstrahlen, die kehlständigen, vor den Brustflossen ansetzenden Bauchflossen verfügen über zwei gegliederte Flossenstrahlen.

## Gattungen und Arten
- Gattung Enchelyurus Peters, 1868
  - Enchelyurus ater (Günther, 1877)
  - Enchelyurus brunneolus (Jenkins, 1903)
  - Enchelyurus flavipes Peters, 1868
  - Enchelyurus kraussii (Klunzinger, 1871)
  - Enchelyurus petersi (Kossmann & Räuber, 1877)
- Gattung Haptogenys Springer, 1972
  - Haptogenys bipunctata (Day, 1876)
- Gattung Laiphognathus Smith, 1955
  - Laiphognathus longispinis (Murase, 2007)
  - Laiphognathus multimaculatus (Smith, 1955)
- Gattung Oman
  - Oman ypsilon Springer, 1985
- Gattung Omobranchus Ehrenberg, 1836
  - Omobranchus angelus (Whitley, 1959)
  - Omobranchus anolius (Valenciennes, 1836)
  - Omobranchus aurosplendidus (Richardson, 1846)
  - Omobranchus banditus (Smith, 1959)
  - Omobranchus elegans (Steindachner, 1876)
  - Omobranchus elongatus (Peters, 1855)  
  - Omobranchus fasciolatoceps (Richardson, 1846)
  - Omobranchus fasciolatus (Valenciennes, 1836)
  - Omobranchus ferox (Herre, 1927)
  - Omobranchus germaini (Sauvage, 1883) 
  - Omobranchus hikkaduwensis (Bath, 1983)
  - Omobranchus loxozonus (Jordan & Starks, 1906)
  - Omobranchus mekranensis (Regan, 1905)
  - Omobranchus meniscus (Springer & Gomon, 1975)
  - Omobranchus obliquus (Garman, 1903)
  - Omobranchus punctatus (Valenciennes, 1836)
  - Omobranchus robertsi (Springer, 1981)
  - Omobranchus rotundiceps (Macleay, 1881)
  - Omobranchus smithi (Rao, 1974)
  - Omobranchus steinitzi (Springer & Gomon, 1975)
  - Omobranchus verticalis (Springer & Gomon, 1975)
  - Omobranchus woodi (Gilchrist & Thompson, 1908)
  - Omobranchus zebra (Bleeker, 1868)
- Gattung Omox  Springer, 1972
  - Omox biporos Springer, 1972
  - Omox lupus Springer, 1981
- Gattung Parenchelyurus Springer, 1972
  - Parenchelyurus hepburni (Snyder, 1908)
  - Parenchelyurus hyena (Whitley, 1953)